# Wagner (Horazdovice)
Wagner is een historisch merk van motorfietsen.
De bedrijfsnaam was: Tovarne na Motocykly Adolf Wagner, Horažďovice.
Wagner was een Tsjechisch merk dat van 1930 tot 1935 motorfietsen van 98-tot 499cc bouwde, zowel tweetakten, zij- en kopkleppers en zelfs OHC-modellen.
- Er was nog een merk met de naam Wagner, zie Wagner (St. Paul).